# 马德升
马德升（1952年—），回族人，生于北京，中國藝術家，是星星画会的創始人之一。
马德升從小就患有小儿麻痹症。中学毕业后成為为电子元件厂工人。在休息期間，马德升學習西洋油画，马德升會木刻，而且還會在宣纸上创作水墨画。 在中国政府舉辦“建国30年全国美展”期间，马德升在中国美术馆东侧小花园举办没有经过政府审批的23人艺术展览，他因此被逮捕。1986年，马德升遷居巴黎。1990年代，马德升開始创作纸本绘画。1992年，马德升遭遇车祸，之後他只能坐轮椅。阿什莫林博物館、大英博物馆和蓬皮杜中心收藏有他的作品。